# Magyar Asztalitenisz Szövetség
Magyar Asztalitenisz Szövetség (MOATSZ) ist die Spitzenorganisation des ungarischen Tischtennissports. Der Sitz des Verbandes ist Budapest, Präsident ist seit 2013 Roland Nátrán, Generalsekretär seit 2019 Kristóf Lajtai.
Ungarn gehörte lange Zeit zu den führenden Nationen im Tischtennis.

## Zeit vor Gründung des Verbandes
Tischtennis wurde um 1900 in Ungarn eingeführt. Damals brachte der ehemalige Generalsekretär des Ungarischen Tennisverbandes János Kertész Tischtennisspiele aus England mit nach Ungarn. 1900 wurde das erste Klubturnier im nationalen Casino veranstaltet. Es war ein geschlossenes Turnier, an dem sich vorwiegend Adelige beteiligten. Das Turnier wurde 1901 im "Athletic Club" wiederholt.
In bürgerlichen Kreisen wurde das Spiel später bekannt. 1902 übersiedelte der englische Fußballspieler Edward Shires, ein Vertreter von Schreibmaschinen, von Wien nach Budapest und zeigte hier erstmals das neue Spiel Tischtennis. Es fanden sich viele Interessenten. 1905 wurde die erste ungarische Meisterschaft durchgeführt, in der Béla Redlich siegte. Bis zur Gründung des Verbandes fanden noch weitere sieben Meisterschaften statt.

## Gründung des Verbandes
Im Herbst 1924 gründeten 11 Vertreter von Tischtennisvereinen den Ungarischen Landesverband der Tischtennisspieler. Zu den Gründungsmitgliedern gehörten Endre Nattán (* 26. Juli 1904; † 31. März 1980), der später Generalsekretär wurde, Dániel Pécsi, Gyula Zuranyi, Zoltán Mechlovits und  Roland Jacobi.
Ein Jahr später wurde die erste nationale Mannschaftsmeisterschaft durchgeführt; im ersten Länderkampf besiegte Ungarn Österreich mit 11:5. 1926 gehörte Ungarn zu den Nationen, welche die Gründung des Welttischtennisverbandes ITTF vorantrieben.
Nach dem Zweiten Weltkrieg wurde der Verband am 11. April 1945 von György Lakatos und Ferenc Verebelyi wieder ins Leben gerufen.

## Internationale Erfolge
Bei der ersten Weltmeisterschaft 1926 in London gewann Ungarn sämtliche Titel:
- Herrenmannschaften: Goldmedaille
- Herreneinzel: Gold: Roland Jacobi, Silber: Zoltán Mechlovits
- Dameneinzel: Gold: Mária Mednyánszky
- Herrendoppel: Gold: Roland Jacobi / Dániel Pécsi; Silber: Zoltán Mechlovits / Béla von Kehrling
- Mixed: Gold: Zoltán Mechlovits / Mária Mednyánszky; Silber: Roland Jacobi / G. Gleeson (ENG)

In den Weltmeisterschaften vor dem Zweiten Weltkrieg war Ungarn mit 50 Goldmedaillen die erfolgreichste Nation. Auch nach dem Krieg gehörte Ungarn lange Zeit zu den stärksten Ländern in Europa.

## Erfolgreichste Spieler
Zu den erfolgreichsten Spielern zählen Victor Barna (22-mal Gold bei Weltmeisterschaften), Mária Mednyánszky (20-mal Gold), Miklós Szabados (15-mal Gold), Gizella Lantos-Gervai-Farkas (10-mal Gold), Anna Sipos (10-mal Gold) und Ferenc Sidó (9-mal Gold).
Weitere bekannte Sportler sind in der Kategorie „Tischtennisspieler (Ungarn)“ aufgeführt.

## Nationale Meisterschaften
| Jahr      | Herreneinzel      | Dameneinzel                      |
| --------- | ----------------- | -------------------------------- |
| 1905      | Béla Redlich      | -                                |
| 1906      | József Tolnai     | -                                |
| 1907/08   | László Albert     | -                                |
| 1909–10   | Roland Jacobi     | -                                |
| 1911      | Zoltán Mechlovits | -                                |
| 1912      | Dániel Pécsi      | -                                |
| 1925–26   | Zoltán Mechlovits | Mária Kornfeld                   |
| 1927      | Sándor Glancz     | Anna Sipos                       |
| 1928      | Zoltán Mechlovits | Mária Mednyánszky                |
| 1929      | Miklós Szabados   | Mária Mednyánszky                |
| 1930      | Victor Barna      | Mária Mednyánszky                |
| 1931      | Miklós Szabados   | Anna Sipos                       |
| 1932      | Victor Barna      | Mária Mednyánszky                |
| 1933      | Lajos Dávid       | Mária Mednyánszky                |
| 1934      | Miklós Szabados   | Mária Mednyánszky                |
| 1935      | Tibor Házi        | Anna Sipos                       |
| 1936      | Károly Benkő II   | Ilona Király                     |
| 1937      | György Gárdos II  | Magda Gál                        |
| 1938      | Victor Barna      | Angelica Adelstein-Rozeanu (ROM) |
| 1939      | Jenő Schmiedl     | Anna Sipos                       |
| 1940      | Tibor Barna III   | Gizella Farkas                   |
| 1941      | Ferenc Soós       | Gizella Farkas                   |
| 1942      | Tibor Harangozo   | Gizella Farkas                   |
| 1943/1944 | Tibor Harangozo   | Gizella Farkas                   |
| 1946      | Ferenc Soós       | Gizella Farkas                   |
| 1947/48   | Ferenc Sidó       | Gizella Farkas                   |
| 1949/50   | József Kóczián    | Gizella Farkas                   |
| 1951      | Ferenc Sidó       | Gizella Farkas                   |
| 1952      | József Kóczián    | Gizella Farkas                   |
| 1953      | Ferenc Sidó       | Gizella Farkas                   |
| 1954      | Ferenc Sidó       | Angelica Adelstein-Rozeanu (ROM) |
| 1955      | József Kóczián    | Éva Kóczián                      |
| 1956      | Elemér Gyetvai    | Gizella Farkas                   |
| 1957      | Elemér Gyetvai    | Imréné Kerekes                   |
| 1958      | Elemér Gyetvai    | Éva Kóczián                      |
| 1959      | Zoltán Berczik    | Éva Kóczián                      |
| 1960      | Zoltán Berczik    | Sára Máthé                       |
| 1961      | Zoltán Berczik    | Éva Kóczián                      |
| 1962      | Zoltán Berczik    | Sára Máthé                       |
| 1963      | Zoltán Berczik    | Éva Kóczián                      |
| 1964      | Zoltán Berczik    | Sára Máthé                       |
| 1965      | László Pignitzki  | Sára Máthé                       |
| 1966      | Sándor Harangi    | Sára Máthé                       |
| 1967      | Péter Rózsás      | Éva Kóczián                      |
| 1968      | István Jónyer     | Beatrix Kisházi                  |
| 1969      | Tibor Klampár     | Angéla Papp                      |
| 1970      | István Jónyer     | Beatrix Kisházi                  |
| 1971      | Mátyás Beleznay   | Judit Magos                      |
| 1972      | Tibor Klampár     | Judit Magos                      |
| 1973      | Tibor Klampár     | Henriette Lotaller               |
| 1974      | István Jónyer     | Henriette Lotaller               |
| 1975      | István Jónyer     | Beatrix Kisházi                  |
| 1976      | Tibor Klampár     | Henriette Lotaller               |
| 1977      | István Jónyer     | Beatrix Kisházi                  |
| 1978      | István Jónyer     | Zsuzsa Oláh                      |
| 1979      | Tibor Klampár     | Zsuzsa Oláh                      |
| 1980      | Béla Frank        | Zsuzsa Oláh                      |
| 1981      | Tibor Klampár     | Edit Urbán                       |
| 1982      | Tibor Klampár     | Zsuzsa Oláh                      |
| 1983      | Tibor Klampár     | Zsuzsa Oláh                      |
| 1984      | Zsolt Kriston     | Zsuzsa Oláh                      |
| 1985      | Tibor Klampár     | Zsuzsa Oláh                      |
| 1986      | Zsolt Kriston     | Zsuzsa Oláh                      |
| 1987      | Zsolt Kriston     | Szilvia Káhn                     |
| 1988      | Zsolt Harczi      | Zsuzsa Oláh                      |
| 1989      | Károly Németh     | Edit Urbán                       |
| 1990      | Zsolt Harczi      | Csilla Bátorfi                   |
| 1991      | Károly Németh     | Gabriella Wirth                  |
| 1992      | Iván Vitsek       | Csilla Bátorfi                   |
| 1993      | Károly Németh     | Csilla Bátorfi                   |
| 1994      | Zsolt Harczi      | Éva Braun                        |
| 1995      | Zsolt Harczi      | Krisztina Tóth                   |
| 1996      | Zsolt Harczi      | Krisztina Tóth                   |
| 1997      | Károly Németh     | Krisztina Tóth                   |
| 1998      | Róbert Pagonyi    | Krisztina Tóth                   |
| 1999      | Ferenc Pázsy      | Krisztina Tóth                   |
| 2000      | Lehel Demeter     | Krisztina Tóth                   |
| 2001      | Károly Németh     | Zita Molnár                      |
| 2002      | Ádám Lindner      | Éva Braun                        |
| 2003      | Lehel Demeter     | Mária Fazekas                    |
| 2004      | Péter Fazekas     | Mária Fazekas                    |
| 2005      | Péter Fazekas     | Mária Fazekas                    |
| 2006      | Dániel Zwickl     | Georgina Póta                    |
| 2007      | János Jakab       | Petra Lovas                      |
| 2008      | János Jakab       | Georgina Póta                    |
| 2009      | János Jakab       | Mária Fazekas                    |
| 2010      | Péter Muskó       | Petra Lovas                      |
| 2011      | János Jakab       | Petra Lovas                      |
| 2012      | Péter Fazekas     | Georgina Póta                    |
| 2013      | Ádám Pattantyús   | Krisztina Ambrus                 |
| 2014      | János Jakab       | Dóra Madarász                    |